# 護徳寺
護徳寺（ごとくじ）は新潟県東蒲原郡阿賀町日出谷にある寺院。宗派は真言宗豊山派。

## 歴史
室町時代の永正年間（1504年から1521年）に当時の領主・蘆名氏が自身の念持仏を祀り創建された。その後、荒廃し蘆名盛滋の代になって宥円に命じ再興されたが、天正17年（1589年）伊達政宗の蘆名領侵攻により衰退した。江戸時代になると会津藩主となった松平氏の庇護下で数回にわたって修理が行われた。

## 文化財

### 建築
- 観音堂　室町時代の弘治3年（1557年）の建立。昭和38年（1963年）重要文化財に指定された[3]。

### 彫刻
- 木造地蔵菩薩（室町時代、町指定文化財）
- 木造聖観音菩薩（室町時代、町指定文化財）